# Tian Qing
Tian Qing (chiń. 田卿; ur. 5 sierpnia 1986) – chińska badmintonistka, mistrzyni olimpijska.
Brała udział w igrzyskach olimpijskich w Londynie, tam zdobyła złoty medal w konkurencji gry podwójnej kobiet (razem z Zhao Yunlei). W konkurencji debla zdobyła też cztery medale mistrzostw świata (złoty w 2014 i 2015, srebrny w 2011 oraz brązowy w 2013) oraz dwa medale mistrzostw Azji (złoty w 2012 oraz srebrny w 2011).
Jej dorobek medalowy uzupełniają także medale uniwersjady (2007, 2013) oraz medale igrzysk azjatyckich (2010, 2014).